# 大スンダ列島
| インドネシア及び周辺地図 |  | 大スンダ列島 |
| インドネシア及び周辺地図 |  | 大スンダ列島 |

大スンダ列島（だいスンダれっとう、英: Greater Sunda Islands）とは、スマトラ島、ジャワ島、ボルネオ島（カリマンタン島）、スラウェシ島およびその周辺の島からなる列島。
インドネシア、ブルネイ、マレーシアに属する。
東にはバリ島、フローレス島などからなる小スンダ列島があり、二つを合わせてスンダ列島とよぶ。